# Porsche Panamera
Porsche Panamera (typenummer 970) er en luksuriøs firedørs sedan.
Produktionsmodellen blev for første gang vist den 13. april 2009 på Auto Shanghai International Automobile Show i Shanghai, Kina. I 2011 blev hybrid- og dieselversionerne lanceret. I april 2013 fik Panamera et facelift, som igen blev lanceret på Auto Shanghai. En plug-in hybrid udgave blev introduceret på det amerikanske marked i november 2013.

## Koncept og beskrivelse
Panamera betragtes generelt som den længe ventede produktionsversion af konceptbilen Porsche 989 fra de sene 80'ere.
Lige som Porsches SUV, Cayenne, har Panameraen gjort mange Porsche-fans oprevede, da den blev set som et forsøg på at udvide Porsches appel til folk ud over de hardcore fans. Panameraen løb i strid med virksomhedens normale biler, især de let-vægtige to-dørs coupéer med hækmotor sportsvogne ligesom Porsche 911. På den anden side betragtes Panamera som en luksusbil i fuld størrelse, som næsten vejer 1,8 ton, med fire døre og frontmotor. Panameras udseende med sin lange motorhjelm og bagklap bærer megen lighed med 911, selvom den ligner en 911 fra bestemte vinkler.
Den ikoniske 911 har et mere sparsomt interiør, da den skulle kunne levere rå præstationer, mens Panameraen har et mere luksuriøst interiør fyldt med moderne teknologisk bekvemmelighed og meget dyr læderpolstring.